# Nowa Partia (Łotwa)
Nowa Partia (łot. Jaunā partija, JP) – łotewskie centrowe ugrupowanie polityczne istniejące w latach 1997–2002 (od 2001 jako Nowa Partia Chrześcijańska; łot. Jaunā Kristīgā partija, JKP). Liderem ugrupowania był łotewski kompozytor Raimonds Pauls. W 2002 na bazie JKP powstała Pierwsza Partia Łotwy.

## Historia
Partia została założona w 1997 przez łotewskiego kompozytora Raimondsa Paulsa, w latach 1988–1993 ministra kultury, następnie zaś doradcy prezydenta RŁ. W wyborach parlamentarnych w 1998 na JP zagłosowało 7,31% wyborców, co przełożyło się na 8 mandatów w Sejmie. Posłami zostali wówczas: Andris Bērziņš, Silvija Dreimane, Romāns Mežeckis, Raimonds Pauls, Krišjānis Peters, Jevgenija Stalidzāne, Imants Stirāns, Ainārs Šlesers i Ingrīda Ūdre. Kandydatem partii na premiera był wówczas Ainārs Šlesers.
W wyborach prezydenckich w 1999 partia wystawiła kandydaturę Raimondsa Paulsa, który mimo wysokiego poparcia, nie zdołał zdobyć większości głosów w Sejmie, następnie zaś Ingrīdy Ūdre. Wchodziła w skład dwóch rządów centroprawicowych: Vilis Krištopansa (1998–1999) i Andrisa Bērziņša (2000–2002). W pierwszym gabinecie ministrami z ramienia JP byli Ainārs Šlesers i Ingrīda Ūdre (gospodarka), Ingrīda Labucka (sprawiedliwość) oraz Tatjana Koķe (szkolnictwo wyższe i nauka), zaś w drugim gabinecie: Ingrīda Labucka (sprawiedliwość) i Jānis Krūmiņš (ds. reform państwowych).
W 2000 na czele partii na krótki okres stanął Ainārs Šlesers, następnie funkcję tę pełnił pastor Guntis Dišlers (2001–2002). W wyborach w 2001 ugrupowanie uzyskało po jednym mandacie w radach miejskich Rygi i Jełgawy. W tym samym roku zmieniło nazwę na Nowa Partia Chrześcijańska (Jaunā Kristīgā partija, JKP), zaś w roku następnym stało się bazą dla nowego ruchu pod nazwą Pierwsza Partia Łotwy.